# Campionat del Món de velocitat per equips masculí
El Campionat del món de velocitat per equips masculins és el campionat del món de Velocitat per equips organitzat anualment per l'UCI, dins els Campionats del Món de Ciclisme en pista,
Es porta disputant des del 1995 i l'equip de França és el que té més victòries amb 10.

## Pòdiums dels Guanyadors
| Proves | Or                                                               | Plata | Bronze                                                                               |
| 1995   | Alemanya · Jan Van Eijden · Michael Hübner · Jens Fiedler        | França · Benoît Vetu · Florian Rousseau · Hervé Thuet                                                              | Estats Units · Marty Nothstein · Erin Hartwell · William Clay                        |
| 1996   | Austràlia · Darryn Hill · Shane Kelly · Gary Neiwand             | Alemanya · Michael Hübner · Jens Fiedler · Sören Lausberg                                                          | França · Laurent Gané · Florian Rousseau · Hervé Thuet                               |
| 1997   | França · Vincent Le Quellec · Florian Rousseau · Arnaud Tournant | Alemanya · Sören Lausberg · Eyk Pokorny · Jan Van Eijden                                                           | Austràlia · Danny Day · Shane Kelly · Sean Eadie                                     |
| 1998   | França · Vincent Le Quellec · Florian Rousseau · Arnaud Tournant | Austràlia · Danny Day · Shane Kelly · Graham Sharman                                                               | Alemanya · Sören Lausberg · Stefan Nimke · Eyk Pokorny                               |
| 1999   | França · Laurent Gané · Florian Rousseau · Arnaud Tournant       | Regne Unit · Chris Hoy · Craig McLean · Jason Queally                                                              | Alemanya · Sören Lausberg · Stefan Nimke · Eyk Pokorny                               |
| 2000   | França · Laurent Gané · Florian Rousseau · Arnaud Tournant       | Regne Unit · Chris Hoy · Craig McLean · Jason Queally                                                              | Espanya · José Antonio Villanueva · José Antonio Escuredo · Salvador Melià           |
| 2001   | França · Laurent Gané · Florian Rousseau · Arnaud Tournant       | Austràlia · Jobie Dajka · Ryan Bayley · Sean Eadie                                                                 | Regne Unit · Chris Hoy · Craig McLean · Jason Queally                                |
| 2002   | Regne Unit · Jamie Staff · Chris Hoy · Craig McLean              | Austràlia · Jobie Dajka · Ryan Bayley · Sean Eadie                                                                 | Alemanya · Jens Fiedler · Sören Lausberg · Carsten Bergemann                         |
| 2003   | Alemanya · Carsten Bergemann · René Wolff · Jens Fiedler         | França · Laurent Gané · Mickaël Bourgain · Arnaud Tournant                                                         | Regne Unit · Craig McLean · Chris Hoy · Jamie Staff                                  |
| 2004   | França · Mickaël Bourgain · Laurent Gané · Arnaud Tournant       | Espanya · José Antonio Escuredo · Salvador Melià · José Antonio Villanueva                                         | Regne Unit · Craig McLean · Chris Hoy · Jamie Staff                                  |
| 2005   | Regne Unit · Chris Hoy · Jason Queally · Jamie Staff             | Països Baixos · Theo Bos · Teun Mulder · Tim Veldt                                                                 | Alemanya · Matthias John · René Wolff · Stefan Nimke                                 |
| 2006   | França · Arnaud Tournant · Grégory Baugé · Mickaël Bourgain      | Regne Unit · Chris Hoy · Jason Queally · Jamie Staff                                                               | Austràlia · Ryan Bayley · Shane Kelly · Shane Perkins                                |
| 2007   | França · Grégory Baugé · Mickaël Bourgain · Arnaud Tournant      | Regne Unit · Ross Edgar · Chris Hoy · Craig McLean                                                                 | Alemanya · Robert Förstemann · Maximilian Levy · Stefan Nimke                        |
| 2008   | França · Grégory Baugé · Kévin Sireau · Arnaud Tournant          | Regne Unit · Jamie Staff · Ross Edgar · Chris Hoy                                                                  | Països Baixos · Teun Mulder · Theo Bos · Tim Veldt                                   |
| 2009   | França · Grégory Baugé · Kévin Sireau · Mickaël Bourgain         | Regne Unit · Jamie Staff · Jason Kenny · Matthew Crampton                                                          | Alemanya · Stefan Nimke · Robert Förstemann · René Enders                            |
| 2010   | Alemanya · Stefan Nimke · Robert Förstemann · Maximilian Levy    | França · Grégory Baugé · Kévin Sireau · Michaël D'Almeida                                                          | Regne Unit · Chris Hoy · Jason Kenny · Ross Edgar                                    |
| 2011   | Alemanya · Stefan Nimke · René Enders · Maximilian Levy          | Regne Unit · Chris Hoy · Jason Kenny · Matthew Crampton                                                            | Austràlia · Daniel Ellis · Matthew Glaetzer · Jason Niblett                          |
| 2012   | Austràlia · Shane Perkins · Scott Sunderland · Matthew Glaetzer  | França · Grégory Baugé · Kévin Sireau · Michaël D'Almeida                                                          | Nova Zelanda · Ethan Mitchell · Sam Webster · Edward Dawkins                         |
| 2013   | Alemanya · René Enders · Stefan Bötticher · Maximilian Levy      | Nova Zelanda · Ethan Mitchell · Sam Webster · Edward Dawkins                                                       | França · Julien Palma · François Pervis · Michaël D'Almeida                          |
| 2014   | Nova Zelanda · Ethan Mitchell · Sam Webster · Edward Dawkins     | Alemanya · René Enders · Robert Förstemann · Maximilian Levy                                                       | França · Grégory Baugé · Kévin Sireau · Michaël D'Almeida                            |
| 2015   | França · Grégory Baugé · Kévin Sireau · Michaël D'Almeida        | Nova Zelanda · Ethan Mitchell · Sam Webster · Edward Dawkins                                                       | Alemanya · René Enders · Robert Förstemann · Maximilian Levy                         |
| 2016   | Nova Zelanda · Ethan Mitchell · Sam Webster · Edward Dawkins     | Països Baixos · Nils van 't Hoenderdaal · Jeffrey Hoogland · Matthijs Büchli                                       | Alemanya · René Enders · Max Niederlag · Joachim Eilers                              |
| 2017   | Nova Zelanda · Ethan Mitchell · Sam Webster · Edward Dawkins     | Països Baixos · Harrie Lavreysen · Jeffrey Hoogland · Matthijs Büchli · Theo Bos (q) · Nils van 't Hoenderdaal (q) | França · Benjamin Édelin · Sébastien Vigier · Quentin Lafargue · François Pervis (q) |